# Salamander (videogioco)
Salamander (沙羅曼蛇?) è un videogioco del genere sparatutto a scorrimento spaziale sviluppato nel 1986 da Konami. Fa parte di una serie parallela della saga di Gradius. Originariamente disponibile come videogioco arcade, è stato convertito per numerosi computer e console, venendo di solito apprezzato dalla critica.
La versione arcade uscì in Nordamerica come  Lifeforce (ライフフォース?) o Life Force, titolo che venne poi utilizzato anche da una riedizione arcade giapponese del 1987 con alcune variazioni e dalle conversioni nordamericane.

## Modalità di gioco
Salamander è uno sparatutto a scorrimento dove si guida un'astronave, nello spazio aperto o all'interno di gallerie, contro nemici di natura biologica o meccanica. Si gioca in singolo oppure in cooperazione simultanea a due; la modalità simultanea non è però presente nelle conversioni per i computer occidentali.
Rispetto a Gradius, uscito l'anno precedente, Salamander presenta un sistema di selezione dei power-up semplificato, una modalità di gioco cooperativa a due giocatori e livelli dotati, alternativamente, di scorrimento verticale con vista dall'alto oltre che orizzontale con vista di lato.
Ci sono in tutto sei livelli con nemici differenti e ciascuno dotato di un proprio boss: i livelli dispari sono a scorrimento orizzontale, quelli pari invece verticale. Si inizia con un livello che si snoda per una caverna di materia biologica, dalle cui pareti emergono anche enormi ostacoli mobili. Il secondo livello avviene nello spazio, con campi di meteoriti da evitare. Il terzo scorre tra pareti di lava e fiamme dalle quali emergono lingue di fuoco e lo stesso boss, un enorme drago. Nel quarto si sorvola la superficie di un pianeta vulcanico per poi entrare nella prima delle due basi nemiche. Il quinto si svolge nuovamente nello spazio e il sesto nella seconda fortezza dei nemici: dopo aver eliminato il boss finale, bisognerà imboccare i corridoi accessibili per uscire indenni. Gli ultimi due livelli non sono presenti nelle conversioni per i computer occidentali.

## Anime
Il gioco ha dato origine a una miniserie OAV, uscita nel 1988, costituita da tre episodi.

## Raccolte
Conversioni per le console Sega Saturn e PlayStation uscirono nel 1997 solo all'interno della raccolta Salamander Deluxe Pack Plus, comprendente anche Salamander 2.
La versione originale arcade del gioco è stata ripubblicata nel 2007 all'interno della raccolta Salamander Portable, uscita per PlayStation Portable nel solo Giappone, includente anche il sequel Salamander 2, la versione americana del gioco dal titolo Life Force, il gioco arcade Xexex e la versione per MSX del gioco Nemesis II.
Un'applicazione chiamata PC Engine Game Box uscita nel 2010 permette di giocare la versione PC Engine di Salamander e altri su iOS.